# Aba (Sujuão)

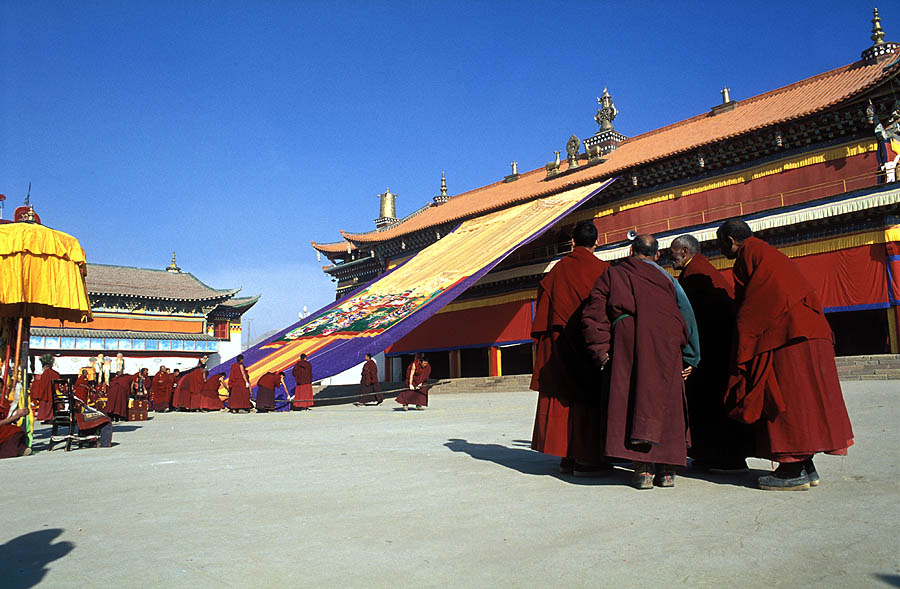
Mosteiro de Gerdengue, Sujuão

Aba é um território chinês cuja principal cidade também chama Aba. Localiza-se no noroeste da província de Sujuão. Encontra-se a 3200 metros de altitude no planalto do Tibete. Tem cerca de 70.000 habitantes.